# ダンジョンズ&ドラゴンズ/アウトローたちの誇り
『ダンジョンズ&ドラゴンズ/アウトローたちの誇り』（Dungeons & Dragons: Honor Among Thieves）は、ジョナサン・ゴールドスタインとジョン・フランシス・デイリーが脚本と監督を担当し、同名映画シリーズをリブートしたアメリカ合衆国のファンタジーアドベンチャー映画。
同名のRPGを原作とし、クリス・パインとミシェル・ロドリゲスが主役を務めた。パラマウント・ピクチャーズ配給で、2023年3月31日に劇場公開された。

## あらすじ
吟遊詩人のエドガンは、かつて秘密組織ハーパーに所属し平和に尽くしてきたが、妻ジアがレッド・ウィザードに殺され、失意のうちにハーパーの誓いを捨てた。遺された娘キーラと荒んだ生活を送っていたが、境遇を憐れんだバーバリアンのホルガとともにキーラを育て、生きるため泥棒となった。魔法使いサイモン、詐欺師フォージらと組み、人を傷つけず金持ちのみ標的とする盗賊として活動していた。
エドガンに目を付けたウィザードのソフィーナは、ハーパーの要塞・コリン砦にある宝の横取りを依頼。宝の中に死者を甦らせる「よみがえりの石版」もあることから、エドガンはジアの蘇生を目論み、キーラを家に残し最後の大仕事として砦に忍び込む。首尾良く宝は手に入れたものの、脱出の際にソフィーナがタイムストップの魔法を使い、エドガンとホルガは取り残される。キーラと「よみがえりの石版」をフォージに託し、二人は投獄されてしまう。
2年後、恩赦審議会の最中に脱獄した二人は、フォージがネヴァーウィンターの領主となったことを知る。面会を申し込み、二人はフォージに保護されていたキーラとも再会するが、フォージの嘘によりキーラの心はエドガンから離れていた。さらにフォージはソフィーナといまだ手を組んでおり、二人を罠に掛けて捕らえる。辛くも逃れた二人は、キーラと「よみがえりの石版」奪還のため、かつての仲間のサイモンを誘う。さらに情報収集のため、サイモンが想いを寄せていたドルイドのドリックに接触。フォージを止めるという同じ目的から手を組むこととなった。
ドリックは情報集めに成功、ネヴァーウィンター城の金庫にモルデンカイネンの結界が掛けられてるとわかる。「魔法破りの兜」を使えば結界は解けるが、兜はホルガの部族がかつてドラゴンと奪い合い、その後行方知れずとなっていた。一行はサイモンの「死者に5つまで質問できる」魔法を使い、ホルガの祖先たちの墓で聞き取りを行い、兜がハーパーの一員・ゼンクの手にあることを知る。
一行は聖騎士ゼンクに会い協力を取り付けるが、兜は危険なアンダーダークに封じられていた。アンダーダークではアンデッドの暗殺者たちにつけ狙われ、彼らを返り討ちにするも、さらに巨大なドラゴン・テンバーシャウドが襲いかかってくる。窮地に立たされるが、エドガンの機転で難を逃れ生還した。
翌日に作戦決行を控えるも、肝心のサイモンが魔法破りの兜との同調がうまく行かない。いたずらに時間が過ぎ苛立ちが募る中、ホルガの発案でかつてホルガが魔法使いから盗んだ「ここ・そこの杖」を使い、金庫に収める宝物に出口を作って潜入する「作戦B」を実行する。だがこの作戦は思わぬトラブルでつまづき、急きょサイモンは再び兜との同調に挑戦。サイモンは見事成功したが金庫の中は空で、ひとり作戦Bを進め成功したドリックも捕らえられ、一行は罠にはまったことを知る。エドガンはソフィーナに殺されそうになるも、尊厳を持って死にたいとハイサン・ゲームへの参加を志願、魔法を封じられた状態で命を賭けたハイサン・ゲームに挑む。ドリックの機転で一行は脱出に成功すると、フォージが宝を船に積み脱出を図っていたところを横取りし、キーラも取り戻して宝と共に船で街を離れる。
しかし、ソフィーナの真の狙いはハイサン・ゲームで集めた観客を「招きの死」でアンデッド化することにあり、その様子を目撃した一行はソフィーナとの対決を決意。エドガンの策で招きの死を失敗に終わらせると、怒れるソフィーナとの対決に臨む。一行は力を合わせソフィーナを撃退するが、ホルガがレッド・ウィザードの刃で致命傷を負っていた。為す術無く命を落とすホルガに、エドガンは「よみがえりの石版」を使い、ホルガを蘇生させる。一方、聖杯を手に逃げていたフォージは、ゼンクにより捕らえられる。
ソフィーナが倒されたことで、ネヴァーウィンターの前領主は昏睡から目覚め、エドガンら一行はその功績から勲章を授かる。一方収監されたフォージは一年後、恩赦審議会の席でかつてのエドガンたちと同じ手で脱獄を図るも、すでに対策が講じられており徒労に終わった。

## キャスト
※括弧内は日本語吹替。
- エドガン・ダーヴィス - クリス・パイン（武内駿輔[9]）

ハーパーの元メンバーである盗賊の男。吟遊詩人（バード）。妻が殺害された後、ホルガと共に娘のキーラを育てた。石版を盗もうとした際に捕まりホルガと共に投獄された。
- ホルガ・キルゴア - ミシェル・ロドリゲス（甲斐田裕子[9]）

マーラミンと恋に落ち、ウスガルト・エルク族から追放された女戦士（バーバリアン）。後にエドガンと知り合い相棒となる。
- ゼンク・エンダー - レゲ＝ジャン・ペイジ（中村悠一[9]）

かつてサーイ人だった聖騎士（パラディン）。
- サイモン・アウマー - ジャスティス・スミス（木村昴[9]）

ハーフエルフの魔法使い。エルミンスター・アウマーの子孫だが、自身の魔力は弱く、自分に自信がない。
- ドリック - ソフィア・リリス（南沙良[10]）

ネヴァーウィンターの森で育ったティーフリングのドルイド。フォージに抵抗するべく組織を結成する。
- フォージ・フィッツウィリアム - ヒュー・グラント（森田順平[9]）

野心的な詐欺師（ローグ）。かつてエドガン一味でキーラの世話をしていた。エドガンの投獄後、いつの間にかネヴァーウィンターの領主となり、莫大な富を手に入れた。
- キーラ・ダーヴィス - クロエ・コールマン（英語版）（逢田梨香子[9]）

エドガンの娘。
- ソフィーナ - デイジー・ヘッド（英語版）（沢城みゆき[9]）

サーイの赤き魔女。
- ドララス - ジェイソン・ウォン

サーイの残虐な戦士。
- ザス・タム - イアン・ハンモア（岩崎ひろし[9]）

サーイの支配者。
- 死体イエス（やま〈Kevin's English Room〉[11]）
- 死体トーク（神谷浩史[12]）
- 死体スタンハード（森川智之[12]）
- 死体スヴェン（津田健次郎[12]）
- 死体ヴェン（諏訪部順一[12]）

サイモンが一時的に復活させた死者達。
- ジャーナサン（ケビン〈Kevin's English Room〉[11]）

刑務所で開かれる恩赦審議会の鳥人族審議員。
- ノリジウス（かけ〈Kevin's English Room〉[11]）
- マーラミン - ブラッドリー・クーパー（桐本拓哉）

小人族のホルガの元夫。

## 製作

### 企画
2013年5月7日、ワーナー・ブラザースとコートニー・ソロモンのスイートピー・エンターテイメントは、デビッド・レスリー・ジョンソン＝マクゴールドリックが脚本を担当し、ロイ・リー、Alan Zeman、Solomonがプロデュースする『ダンジョンズ＆ドラゴンズ』のリブート作品を発表した。その2日後、ハズブロは、クリス・モーガンが脚本・監督を務める『ダンジョンズ＆ドラゴンズ』の映画をユニバーサル・ピクチャーズで共同製作しているという訴訟を起こした。2015年8月3日、米連邦地裁のドリー・ジー判事がコートニー・ソロモンのスィートピー・エンターテインメントとハズブロに権利訴訟の和解を促したことで、ワーナーの映画はハズブロとのプリプロダクションが決定することとなった。2016年3月31日には、ロブ・レターマンがジョンソン＝マクゴールドリックの脚本を監督する交渉に入り、2016年5月13日に監督を務めることが決定した。2017年12月、製作の進行は遅く紆余曲折を経て、映画の権利はパラマウント・ピクチャーズ、Sweetpea Entertainment、オールスパーク・ピクチャーズへと移りつつも、2021年7月23日の公開を予定していた。同年、ロールプレイングゲームの熱心なファンであるジョー・マンガニエロが、映画化の進行を活発化させるために自ら行動を起こした。彼は、映画化の権利を交渉していたことを明らかにし、マンガニエロとジョン・カッセルがこのプロジェクトの脚本を共同で執筆するために雇われた。2018年2月20日、パラマウント社は、クリス・マッケイとマイケル・グリリオの両名に、それぞれ監督と脚本を依頼する交渉を行っていた。デヴィッド・レスリー・ジョンソン＝マクゴールドリックは、2019年2月までに脚本の草案を完成させていた。2019年3月には、Michael Gillioがジョンソン＝McGoldrickの作品のリライトを完成させ、スタジオの幹部たちが本作への興奮を示したことが明らかになった。スタジオは、キャスティングプロセスの開始に伴い、様々なタレントとの交渉を開始した。2019年7月30日、脚本を書くことに取り掛かったままのマッケイとグリリオの代わりに、ジョナサン・ゴールドステインとジョン・フランシス・デイリーが監督を務めることになった。2020年1月になると、映画製作コンビは脚本の新しい原稿を共同執筆したことを発表した。2020年5月6日、ゴールドステインとDaleyが脚本を担当し、Jeremy Latchamがエンターテインメント・ワンのもとで製作することが発表された。

### キャスティング
2016年6月27日、アンセル・エルゴートがレターマン監督版に主演する交渉が行われていることが明らかになった。2020年12月には、クリス・パインが主演に起用された。2021年2月、ミシェル・ロドリゲス、レゲ＝ジャン・ペイジ、ジャスティス・スミスが加わった。3月には、ヒュー・グラントとソフィア・リリスが加わり、グラントが敵役としてキャスティングされたことが明らかになった。4月、クロエ・コールマンがアンサンブルキャストとして参加した。5月には、ジェイソン・ウォンとデイジー・ヘッドがキャストに加わった。

### 撮影
撮影は2021年4月初旬にアイスランドで60人から70人のスタッフで始まった。同月下旬には、北アイルランドのベルファストで主要撮影を開始した。

## 公開
本作は2021年7月23日に公開される予定だった。その後、『ミッション:インポッシブル/デッドレコニング PART ONE』の公開に合わせて、公開日が2021年11月19日に変更された。その後、COVID-19パンデミックの影響で、2022年5月27日に再び延期された。2021年4月には、さらに公開日が2023年3月3日に延期された。2022年4月21日、正式なタイトルが『Dungeons & Dragons: Honor Among Thieves』となることが発表された。同年11月、本作の公開日が少し先延ばしとなり、2023年3月31日へと延期された。

## 評価

### 批評
Metacriticには57件のレビューがあり、高評価は47件、賛否混在は7件、低評価は3件で、平均点は100点満点中72点となっている。
映画批評集積サイトのRotten Tomatoesには291件のレビューがあり、批評家支持率は90%、平均点は10点満点で7.30点となっている。。

### 興行成績
2023年4月3日に発表された国内週末興行成績ランキングでは初登場第7位にランクインした。

### 受賞・ノミネート
| 映画賞                                          | 授賞式         | 部門                      | 対象 | 結果       | 出典          |
| ----------------------------------------------- | -------------- | ------------------------- | --- | ---------- | ------------- |
| 第6回ハリウッド批評家協会ミッドシーズン映画賞   | 2023年6月30日  | 作品賞                    | 『ダンジョンズ&ドラゴンズ/アウトローたちの誇り』                                                           | ノミネート | [ 50 ] [ 51 ] |
| 第6回ハリウッド批評家協会ミッドシーズン映画賞   | 2023年6月30日  | スタント賞                | 『ダンジョンズ&ドラゴンズ/アウトローたちの誇り』                                                           | ノミネート | [ 50 ] [ 51 ] |
| 第27回ラスベガス映画批評家協会賞                | 2023年12月13日 | アクション映画賞          | 『ダンジョンズ&ドラゴンズ/アウトローたちの誇り』                                                           | ノミネート | [ 52 ] [ 53 ] |
| 第20回セントルイス映画批評家協会賞              | 2023年12月17日 | アクション映画賞          | 『ダンジョンズ&ドラゴンズ/アウトローたちの誇り』                                                           | ノミネート | [ 54 ] [ 55 ] |
| ユタ映画批評家協会賞                            | 2024年1月6日   | ヴィンス/マーティン賞     | クリス・パイン                                                                                             | ノミネート | [ 56 ]        |
| 2024アストラ映画賞                              | 2024年1月6日   | アクション映画賞          | 『ダンジョンズ&ドラゴンズ/アウトローたちの誇り』                                                           | ノミネート | [ 57 ]        |
| 第51回サターン賞                                | 2024年2月4日   | ファンタジー映画賞        | 『ダンジョンズ&ドラゴンズ/アウトローたちの誇り』                                                           | ノミネート | [ 58 ] [ 59 ] |
| 第22回視覚効果協会賞                            | 2024年2月21日  | 視覚効果賞                | - ベン・スノウ - ダイアナ・ジョルジョッティ - ハーリド・アルメーラニ - スコット・ベンザ - サム・コンウェイ | ノミネート | [ 60 ] [ 61 ] |
| 2024アストラ・クリエイティブ・アーツ賞          | 2024年2月26日  | ヘア&メイクアップ賞       | - アレッサンドロ・ベルトラッツィ - リョウ・ムラカワ - クリスティーナ・ワルツ                               | ノミネート | [ 62 ]        |
| 2024アストラ・クリエイティブ・アーツ賞          | 2024年2月26日  | スタント賞                | 『ダンジョンズ&ドラゴンズ/アウトローたちの誇り』                                                           | ノミネート | [ 62 ]        |
| 第4回クリティクス・チョイス・スーパー・アワード | 2024年4月4日   | SF/ファンタジー映画男優賞 | クリス・パイン                                                                                             | ノミネート | [ 63 ] [ 64 ] |